# Темник (воинское звание)
Те́мник (от «тьма» — десять тысяч в старинном рус. счёте. тур. tümen, каз. түмен, тат. төмән) — военачальник из числа феодальной знати в Тюркском каганате, командовавший туменом — высшей организационно-тактической единицей войска численностью 10 тыс. воинов. Подчинялся хану. Термины «тьма» и «темник» восходят к древнетюркскому названию «тумэн».
Во времена Ордынской Руси тысячники и темники ставились во главе военных поселений. Они должны были стать командирами специальных отрядов (преимущественно из местных жителей), которые предназначались для охраны порядка и наблюдения за сбором налогов.
Слово темник является русским наименованием золотоордынского воинского звания тумэнбаши, присваивавшегося представителям высшего командного состава. На английский язык термин «темник» обычно передается словами general, emir. Темник командовал десятью тысячами воинов, состоял под непосредственным начальством хана. Некоторые из темников сыграли важную роль в истории Орды, например, Ногай, Мамай, Едигей, Бурундай. Военные советники Субудай-багатур и Джэбэ-нойон тоже были темниками. Темнику подчинялись тысячники или ата-темены (в русском произношении — атаманы), в подчинении которых находились отряды по тысяче воинов.